# Nafisa Khan
Nafisa Khan (Nova Iorque, 20 de fevereiro de 1988 - Bombai, 3 de junho de 2013) também creditada como  Jiah Khan foi uma atriz anglo-indiana de Bollywood. É conhecida pela sua participação no filme Ghajini de 2008.
A atriz foi encontrada morta em seu apartamento a cena indicava possível suicídio por enforcamento..Exames após a morte evidenciaram traços de álcool e medicamentos antidepressivos no seu estômago.

## Filmografia
| Ano  | Filme     | Papel  | Notas                                       |
| ---- | --------- | ------ | ------------------------------------------- |
| 2007 | Nishabd   | Jia    | Nomeada ao Filmfare Best Female Debut Award |
| 2008 | Ghajini   | Sunita |                                             |
| 2010 | Housefull | Devika | Aparece ao final do filme                   |